# Alina l'Ami
Pour les articles homonymes, voir l'Ami.
Alina l'Ami, née  Moțoc, est une joueuse d'échecs roumaine née le 1er juin 1985 à Iași en Roumanie. Grand maître international féminin depuis 2006, elle a obtenu le titre de maître international (mixte) en 2014.
Au 1er septembre 2019, elle est la quatrième joueuse roumaine avec un classement Elo de 2 296 points.

## Biographie
Alina l'Ami est diplômée en psychologie. Elle écrit des articles et réalise des photos sur les tournois d'échecs pour le site chessbase.
Elle est mariée avec le grand maître international néerlandais Erwin l'Ami.

## Compétitions de jeunes
Alina L'Ami a remporté deux médailles d'or lors des compétitions de jeunes :
- la médaille d'or au championnat du monde de la jeunesse en 1995 (moins de 10 ans) ;
- la médaille d'or au championnat d'Europe de la jeunesse en 2002 (moins de 18 ans).

## Compétitions par équipe
Alina l'Ami a représenté la Roumanie lors de cinq olympiades : en 2004, puis sans interruption de 2008 à 2014, remportant la médaille de bronze individuelle à l'échiquier de réserve lors de l'Olympiade d'échecs de 2008.
Elle a participé à sept championnats d'Europe par équipe de 2003 à 2017, elle a terminé deux fois quatrième au deuxième échiquier ; en 2009 (avec 6 points sur 8) et en 2013 (avec 6 points sur 9).